# França
França (Codó, 1976. március 2. –) brazil válogatott labdarúgó.

## Nemzeti válogatott
A brazil válogatottban 8 mérkőzést játszott, melyeken 1 gólt szerzett.

## Statisztika
| Brazil válogatott | Brazil válogatott | Brazil válogatott |
| Időszak           | Mérk.             | gól               |
| ----------------- | ----------------- | ----------------- |
| 2000              | 6                 | 1                 |
| 2001              | 0                 | 0                 |
| 2002              | 2                 | 0                 |
| Összesen          | 8                 | 1                 |